# 王謝新玻璃介
王謝新玻璃介（学名：Neocandona wangshiehi）为金星介科新玻璃介屬下的一个种。